# Équipe de Belgique de football en 1925
Maillots
Chronologie
Saison précédente Saison suivante
L'équipe de Belgique de football présente en 1925 des résultats en dents de scie. Ces difficultés s'expliquent en partie par les dissensions existantes au sein des instances au sujet du professionnalisme et de l'amateurisme, la qualité d'amateur étant une condition pour être joueur international belge. Sur le plan sportif, les Diables Rouges rencontrent pour la première fois une équipe urugayenne, dont la plupart des joueurs sont les champions olympiques de 1924, ainsi que l'équipe autrichienne, qui jouit d'une grande réputation à l'époque.

## Résumé de la saison

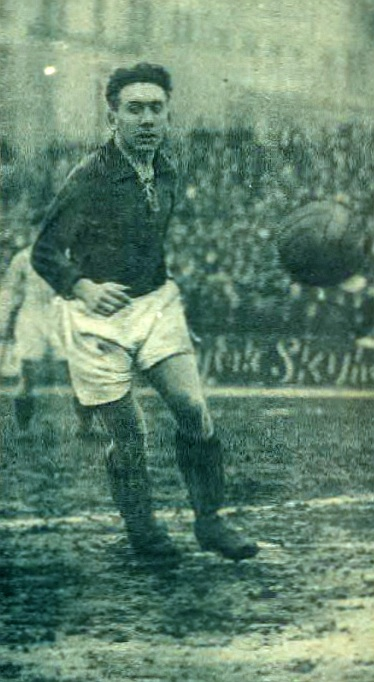
Raymond Braine sous les couleurs du Sparta Prague en 1934.

À partir de l'année 1925, la sélection belge souffre de l'interdiction du professionnalisme au sein du football belge. C'est ainsi que chaque joueur payé par son club doit renoncer à l'équipe nationale, ce fut le cas notamment de l'excellent ex-Unioniste François Demol passé au club professionnel du Racing Club de Tirlemont en 1927. De plus, les frais remboursés aux joueurs nationaux étaient fortement contestés. Il ne s'agissait pourtant que des coûts engagés pour les repas ou les transports publics lors de déplacements. Déplacements qui s'avéraient souvent longs et ardus à l'époque, la voiture étant rare et le train lent. Cela obligeait les internationaux à loger sur place, mais pas question pour les clubs d'accorder des compensations pour manque à gagner à ceux qui travaillaient les dimanches ou après les entraînements en semaine. Bref, c'était une période où le football ne nourrissait pas les joueurs et où les dirigeants, aussi bien des clubs que de la fédération, ne s'intéressaient pas à ces considérations économiques.
Cette situation allait connaître son paroxysme quelques années plus tard au cours d'un évènement cocasse : en 1930, Raymond Braine fut suspendu pour faits de professionnalisme à la suite de l'ouverture d'un bistrot à Anvers. La perte d'un joueur qui possédait dix ans d'avance sur tous ceux de sa génération s'avéra irréparable pour la sélection. D'une grande classe, polyvalent et doué techniquement, Braine ne tarda pas à s'expatrier en Tchécoslovaquie pour y être l'un des tout premiers joueurs belges à devenir professionnel à l'étranger et faire les beaux jours du Sparta Prague au long des six saisons qu'il y passa, remportant deux fois le championnat tchécoslovaque (en 1932 et 1936) et la coupe Mitropa (en 1935).
En mars 1925, l'Union belge eut la satisfaction de pouvoir annoncer deux jours avant la rencontre Belgique-Pays-Bas (Anvers, le 15 mars) que le match se disputerait à guichets fermés. Elle signala en même temps les premiers cas de fraude connus puisque des contrefaçons de tickets d'entrées furent fabriquées et échangées. La fédération dut mettre en place une communication à destination des spectateurs  : « Des revendeurs sont parvenus à se procurer un certain nombre de cartes, et de fausses cartes auraient été vendues. La Fédération et le Département des Finances mettent tout en œuvre pour que les faussaires et les revendeurs soient découverts. »
Après une victoire (2-1) contre la sélection néerlandaise des Zwaluwen (nl), le premier match officiel de l'année s'acheva sur une défaite (0-1). Le match fut émaillé d'un incident sportif : sur un tir de Léopold Dries, l'arrière néerlandais Kees van Dijke (nl) arrêta le ballon de la main sans que l'arbitre anglais Harry Kingscott (en) ne siffle ce pénalty indiscutable. Au banquet d'après-match, Van Dijke reconnaîtra sa faute, mais le mal était fait pour les joueurs belges.
Le 3 mai, c'est une lourde défaite (5-0), avec un triplé de Wout Buitenweg (nl) et un doublé de Charles van Baar van Slangenburgh (nl), que subit la Belgique à Amsterdam face à des Oranje revanchards. En effet, ces derniers venaient de s'incliner lourdement face à la Suisse (4-1) quinze jours plus tôt à Zurich.

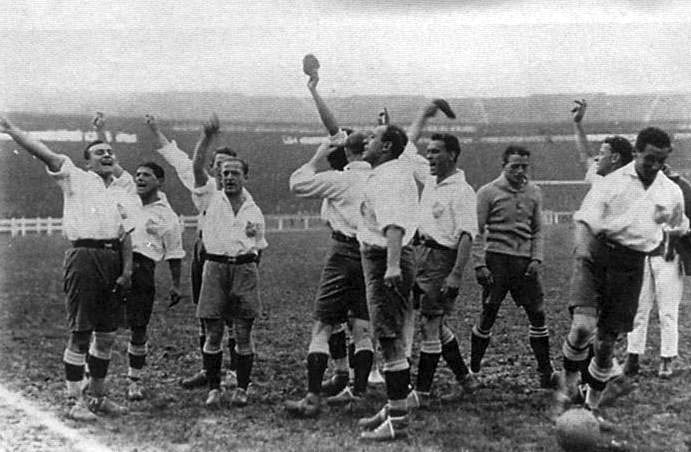
Le Nacional de Montevideo à Paris lors de leur grande tournée européenne en 1925.

Il n'empêche, cette saison-là, les internationaux belges se sentirent pousser des ailes. En mai, au cours d'un même voyage, ils battirent les Hongrois (1-3) à Budapest, un exploit peu banal car les Magyars jouissaient déjà d'une excellente réputation, et firent jeu égal contre la Nati (0-0) à Lausanne. Pour faire bonne mesure, devant leur public à Anvers, les internationaux belges renvoient chez eux le Nacional de Montevideo, champion d'Uruguay, sur une défaite (2-1),. Il faut rappeler que la sélection uruguayenne était médaillée d'or aux Jeux olympiques de Paris l'année précédente. Après ce match, le Roi Albert envoya une lettre à l'Union belge pour féliciter personnellement le capitaine Armand Swartenbroeks et ses coéquipiers. La rencontre ne fut toutefois pas officialisée.
Faisant face à de fortes dissensions internes, le championnat uruguayen ne fut pas terminé en 1925 et même annulé en 1926. À la suite du succès des Jeux olympiques, l'idée germa alors au sein du Club Nacional de Football de Montevideo d'effectuer une grande tournée européenne (es). L'équipe obtint le renfort de plusieurs joueurs de la Céleste couronnée à Paris, notamment quatre des cinq attaquants, prêtés par leurs clubs respectifs. La sélection opposée aux Diables Rouges comptait d'ailleurs dix des médaillés olympiques dans ses rangs,. La presse et les observateurs de l'époque ne furent d'ailleurs pas dupes et l'équipe fut souvent libellée comme étant la sélection nationale d'Uruguay et non pas le Nacional.
Le 6 septembre, un match organisé afin de collecter des fonds pour la FIFA voit les deux plats pays se renvoyer dos à dos (1-1) lors de leur troisième confrontation de l'année. Cette rencontre ne fut toutefois pas reconnue comme officielle et ne figure donc pas dans les statistiques des deux équipes.
Pour clore la saison, le 13 décembre, les Diables Rouges reçoivent l'Autriche dans les installations du Royal Tilleur FC. Même s'ils sont battus (3-4), les Belges se sont plutôt bien défendus face à la Wunderteam et n'eurent pas à rougir de leur défaite face à l'une des meilleures formations mondiales du moment.

## Les matchs
| Match amical Coupe Van den Abeele                             | Belgique | 0 - 1   | Pays-Bas                           | Stade olympique Anvers, Belgique                      |                                                       |
| 15 mars 1925 · 15:00 heure locale · Historique des rencontres |          | (0 – 0) | van Baar van Slangenburgh (nl) 64e | Spectateurs : 30 000 Arbitrage : Harry Kingscott (en) | Spectateurs : 30 000 Arbitrage : Harry Kingscott (en) |
| 15 mars 1925 · 15:00 heure locale · Historique des rencontres | Rapport  |         |                                    | Spectateurs : 30 000 Arbitrage : Harry Kingscott (en) | Spectateurs : 30 000 Arbitrage : Harry Kingscott (en) |

Note : La Belgique s'est vu éluder un pénalty lorsque, sur un tir de Léopold Dries, l'arrière néerlandais Kees van Dijke (nl) arrêta le ballon de la main mais l'arbitre anglais Harry Kingscott (en) n'a rien vu.
| Match amical                                                | Pays-Bas                                                           | 5 - 0   | Belgique | Het Nederlandsch Sportpark (nl) Amsterdam, Pays-Bas |                                                     |
| 3 mai 1925 · 14:30 heure locale · Historique des rencontres | Buitenweg (nl) 1re 6e 81e · van Baar van Slangenburgh (nl) 55e 57e | (2 – 0) |          | Spectateurs : 30 000 Arbitrage : Heinrich Retschury | Spectateurs : 30 000 Arbitrage : Heinrich Retschury |
| 3 mai 1925 · 14:30 heure locale · Historique des rencontres | Rapport                                                            |         |          | Spectateurs : 30 000 Arbitrage : Heinrich Retschury | Spectateurs : 30 000 Arbitrage : Heinrich Retschury |

| Match amical                                                 | Hongrie  | 1 - 3   | Belgique                         | Stade Hungária Körúti Budapest, Hongrie              |                                                      |
| 21 mai 1925 · 17:30 heure locale · Historique des rencontres | Jeny 86e | (0 – 1) | Houet 9e · Adams 64e · Thijs 80e | Spectateurs : 25 000 Arbitrage : Jacques Hirrle (hu) | Spectateurs : 25 000 Arbitrage : Jacques Hirrle (hu) |
| 21 mai 1925 · 17:30 heure locale · Historique des rencontres | Rapport  |         |                                  | Spectateurs : 25 000 Arbitrage : Jacques Hirrle (hu) | Spectateurs : 25 000 Arbitrage : Jacques Hirrle (hu) |

Note : Première rencontre officielle entre les deux nations.
| Match amical                                                 | Suisse  | 0 - 0   | Belgique | Stade olympique de la Pontaise Lausanne, Suisse     |                                                     |
| 24 mai 1925 · 16:00 heure locale · Historique des rencontres |         | (0 – 0) |          | Spectateurs : 16 000 Arbitrage : Heinrich Retschury | Spectateurs : 16 000 Arbitrage : Heinrich Retschury |
| 24 mai 1925 · 16:00 heure locale · Historique des rencontres | Rapport |         |          | Spectateurs : 16 000 Arbitrage : Heinrich Retschury | Spectateurs : 16 000 Arbitrage : Heinrich Retschury |

| Non officiel                                                 | Belgique                          | 2 - 1   | Uruguay     | Bosuilstadion Deurne, Belgique                      |                                                     |
| 31 mai 1925 · 16:30 heure locale · Historique des rencontres | R. Braine 21e (pen.) · Gillis 54e | (1 – 1) | Scarone 37e | Spectateurs : 35 000 Arbitrage : van Zwieteren (nl) | Spectateurs : 35 000 Arbitrage : van Zwieteren (nl) |

Note : Ce match ne fut pas reconnu comme rencontre officielle et ne figure donc pas dans les statistiques officielles des deux équipes.
| Non officiel                                                      | Belgique  | 1 - 1   | Pays-Bas | Bosuilstadion Deurne, Belgique                |                                               |
| 6 septembre 1925 · 15:00 heure locale · Historique des rencontres | Thijs 75e | (0 – 1) | Tap 19e  | Spectateurs : 5 000 Arbitrage : William Lucas | Spectateurs : 5 000 Arbitrage : William Lucas |

Note : Ce match organisé afin de collecter des fonds pour la FIFA ne fut pas reconnu comme rencontre officielle et ne figure donc pas dans les statistiques officielles des deux équipes.
| Match amical                                                      | Belgique                               | 3 - 4   | Autriche                                                      | Stade du Pont d'Ougrée Ougrée, Belgique           |                                                   |
| 13 décembre 1925 · 14:00 heure locale · Historique des rencontres | Thijs 1re · Gillis 47e · R. Braine 61e | (1 – 3) | Wieser (de) 2e · Morocutti (de) 12e 20e · Hierländer (de) 55e | Spectateurs : 20 000 Arbitrage : Johannes Mutters | Spectateurs : 20 000 Arbitrage : Johannes Mutters |
| 13 décembre 1925 · 14:00 heure locale · Historique des rencontres | Rapport                                |         |                                                               | Spectateurs : 20 000 Arbitrage : Johannes Mutters | Spectateurs : 20 000 Arbitrage : Johannes Mutters |

Note : Première rencontre officielle entre les deux nations.

## Les joueurs
| Joueurs              | Joueurs                  | Amical | Amical | Amical | Amical | Non officiel | Non officiel | Amical |
| -------------------- | ------------------------ | ------ | ------ | ------ | ------ | ------------ | ------------ | ------ |
| Gardiens de but      |                          |        |        |        |        |              |              |        |
| Jean Caudron         | SC Anderlechtois         | 90     |        |        |        |              |              |        |
| Jean De Bie          | Racing Club de Bruxelles |        | 90     | 90     | 90     | 90           | 90           |        |
| Léon Vandermeiren    | Daring Club de Bruxelles |        |        |        |        |              |              | 90     |
| Défenseurs           |                          |        |        |        |        |              |              |        |
| Armand Swartenbroeks | Daring Club de Bruxelles | 90     | 90     | 90     | 90     | 90           | 90           | 90     |
| François Demol       | Union Saint-Gilloise     | 90     | 90     | 90     | 90     | 90           | 90           | 90     |
| Jean Claes           | Berchem Sport            | 90,    |        |        |        |              |              |        |
| Auguste Pelsmaecker  | R Beerschot AC           |        | 90     |        |        |              |              |        |
| Édouard Morlet       | Daring Club de Bruxelles |        |        |        | 90     | 90           |              |        |
| Milieux              |                          |        |        |        |        |              |              |        |
| André Fierens        | R Beerschot AC           | 90     | 90     | 90     | 45     |              | 90           |        |
| Pierre Braine        | R Beerschot AC           | 90     | 90     | 90     | 90     | 90           | 90           | 90     |
| Léopold Dries        | Berchem Sport            | 90     |        |        |        |              |              |        |
| Joseph Augustus      | Royal Antwerp FC         |        |        | 90     | 45     | 90           | 90           |        |
| Florimond Vanhalme   | RCS Brugeois             |        |        |        |        |              |              | 90     |
| Attaquants           |                          |        |        |        |        |              |              |        |
| Raymond Braine       | R Beerschot AC           | 90     | 90     | 90     | 90     | 90           | 90           | 90     |
| Joseph Taeymans      | Berchem Sport            | 90,    |        |        |        |              |              |        |
| Ivan Thijs           | R Beerschot AC           | 90     | 90     | 90     | 90     | 90           | 90           | 90     |
| Désiré Bastin        | Royal Antwerp FC         | 90     | 90     |        |        | 90           |              |        |
| Laurent Grimmonprez  | Racing Club de Gand      |        | 90     | 90     | 90     | 90           |              |        |
| Henri Larnoe         | R Beerschot AC           |        | 90     |        |        |              |              |        |
| Ferdinand Adams      | SC Anderlechtois         |        |        | 90     | 90     |              | 90           | 90     |
| Victor Houet         | Royal Tilleur FC         |        |        | 90     | 90     |              | 90           | 90     |
| Maurice Gillis       | Standard de Liège        |        |        |        |        | 90           | 90           | 90     |
| Frans Vanden Ouden   | Berchem Sport            |        |        |        |        |              |              | 90,    |

1. 1 2 3 4 5 6 7 8 9 10 11  Dernière sélection officielle pour le joueur.
2. 1 2 3 4  Première sélection officielle pour le joueur.
3. 1 2  Premier but officiel pour le joueur.

## Sources